# Margarida Morna
Margarida Maria de São Gil Morna Rodrigues do Nascimento, mais conhecida como Margarida Morna e Margarida Morna Nascimento (Funchal, 1929 - Funchal, setembro de 2011), foi uma professora e escritora portuguesa. Entre 1980 e 1990, exerceu o cargo de Diretora Regional do Ensino da Região Autónoma da Madeira. Em 2000, foi galardoada com o Prémio Literário Virgílio Ferreira pela obra "Um Dia Depois do Outro".

## Biografia
Nasceu no Funchal por 1929, sendo filha de José Anastácio Rodrigues do Nascimento, comerciante e desportista, e de Maria das Virgens de Freitas Morna, professora oficial.
Frequentou o Liceu Nacional do Funchal, formando-se depois em Filologia Clássica em 1952, na Faculdade de Letras da Universidade de Lisboa, possuindo ainda o Curso de Ciências Pedagógicas pela mesma faculdade.
Estagiou no Liceu Pedro Nunes, entrando como docente em 1953 no Liceu Nacional do Funchal, hoje Escola Secundária Jaime Moniz, onde se efectivou em 1971, leccionando português, latim e grego antigo. Foi, ainda, diretora do Centro Académico Feminino do Funchal, e professora secretária do Liceu, até à extinção do cargo.
A 10 de junho de 1956, por ocasião das comemorações do Dia de Portugal, na qualidade de professora do Liceu, proferiu a lição "A glória por trabalhos alcançada", muito elogiada pela imprensa madeirense.
Nas décadas de 1960 e 1970, colaborou nos periódicos madeirenses Diário de Notícias e Jornal da Madeira, assim como no jornal infantil "A Canoa", dirigido por Maria do Carmo Rodrigues.
Em janeiro de 1972, participou no curso de aperfeiçoamento de Filologia Clássica, realizado no Instituto de Estudos Clássicos da Universidade de Coimbra.
Em novembro de 1980, foi convidada pelo então Secretário Regional da Educação e Cultura, Eduardo Brazão de Castro, para desempenhar o cargo de Diretora Regional do Ensino, vindo a tomar posse a 28 daquele mês. Exerceu estas funções até novembro de 1990, sendo substituída no cargo por Ana Isabel Spranger.
Em 2000, lançou o livro "Um Dia Depois do Outro", pela Editora Dom Quixote, galardoado com o Prémio Literário Vergílio Ferreira, instituído pela Câmara Municipal de Gouveia.
Já havia falecido a 28 de setembro de 2011, quando o seu espólio literário foi entregue à biblioteca da Escola Secundária Jaime Moniz.

## Homenagens
Em 2000, foi galardoada com o Prémio Literário Virgílio Ferreira, instituído pela Câmara Municipal de Gouveia, pela obra "Um Dia Depois do Outro".
A 10 de junho de 2011, foi agraciada com o grau de Comendador da Ordem da Instrução Pública pelo representante da República na Madeira, Ireneu Barreto.